# Футболісти «Динамо» (Київ) у 1942—1943
«Динамо» (Київ), як і інші клуби СРСР, з початком радянсько-німецької війни перестав існувати і був розформований. Футболістам довелося покинути команду і розпочинати жити в умовах воєнного часу.

## Історія

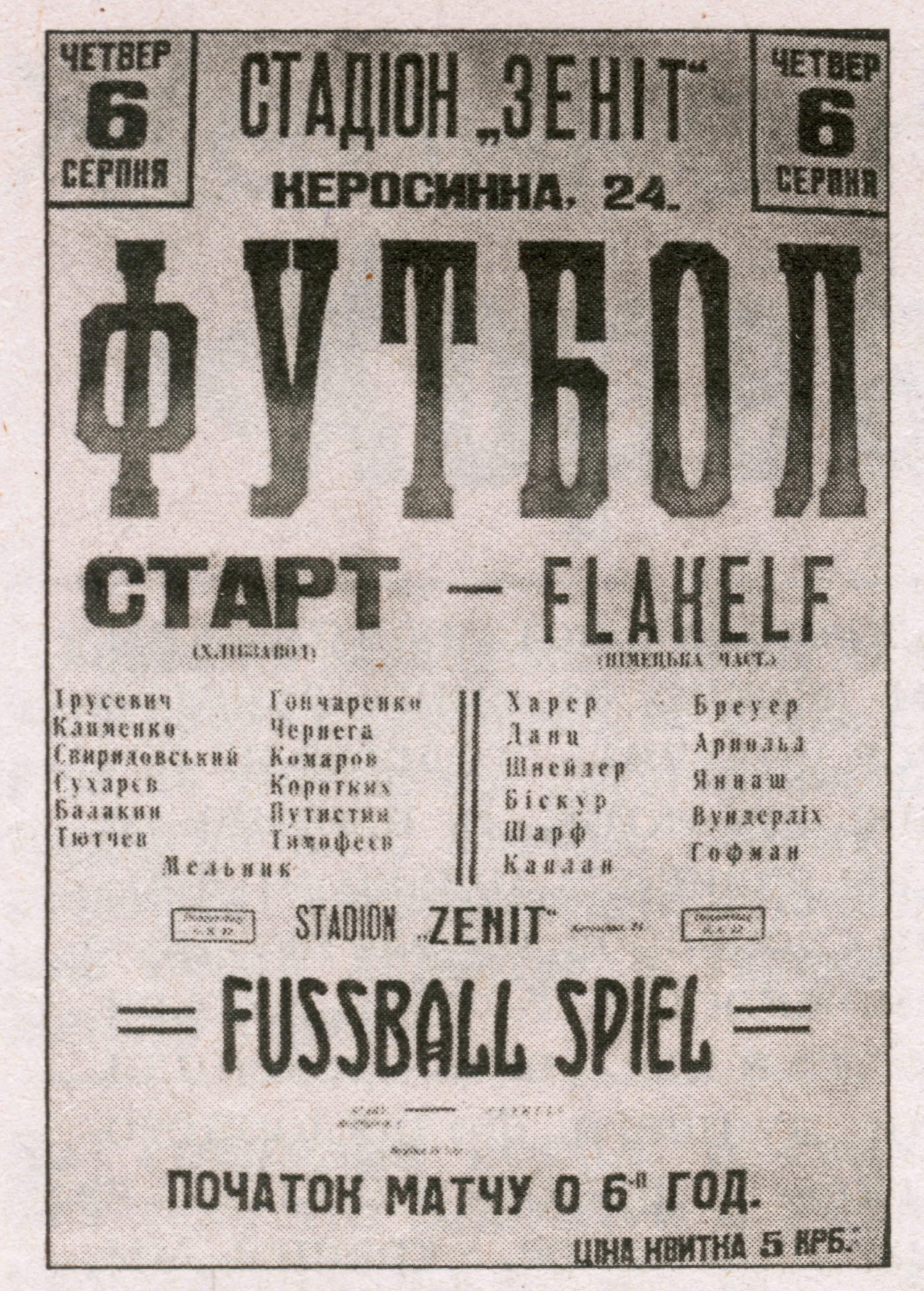
Плакат до першого матчу «Старт»—"Флакелф"

22 червня 1941 року Німеччина напала на СРСР. З початком війни більшість гравців були взяті у лави в Червоної Армії, народне ополчення і винищувальні батальйони. 1 липня почалася евакуація з Києва. Але футболісти «Динамо», що підлягали призову, залишалися в місті. Тренер команди Михайло Бутусов і колишній капітан команди Костянтин Щегоцький намагалися умовити заступника начальника київського НКВС Льва Ворновицького (в деяких джерелах Варнавський) відправити у тил не тільки новачків-футболістів із Західної України, але і всіх інших членів команди. Варновицький побачив у цьому боягузтво і відмовився допомогти з евакуацією.
У початковий період війни німецьке командування звільняло з полону українців. Так, повернулися з полону Михайло Свиридовський, Федір Тютчев, Михайло Путистін, Микола Коротких, Микола Голімбієвський, Лев Гундарєв, Іван Кузьменко, Олексій Клименко, Павло Комаров, Юрій Чернега, Олександр Ткаченко та Михайло Мельник. Крім того, на початку війни в народне ополчення записався Микола Трусевич, воював батальйонний розвідником, проте був поранений і не зміг вийти з оточення, тому також повернувся в окупований Київ.

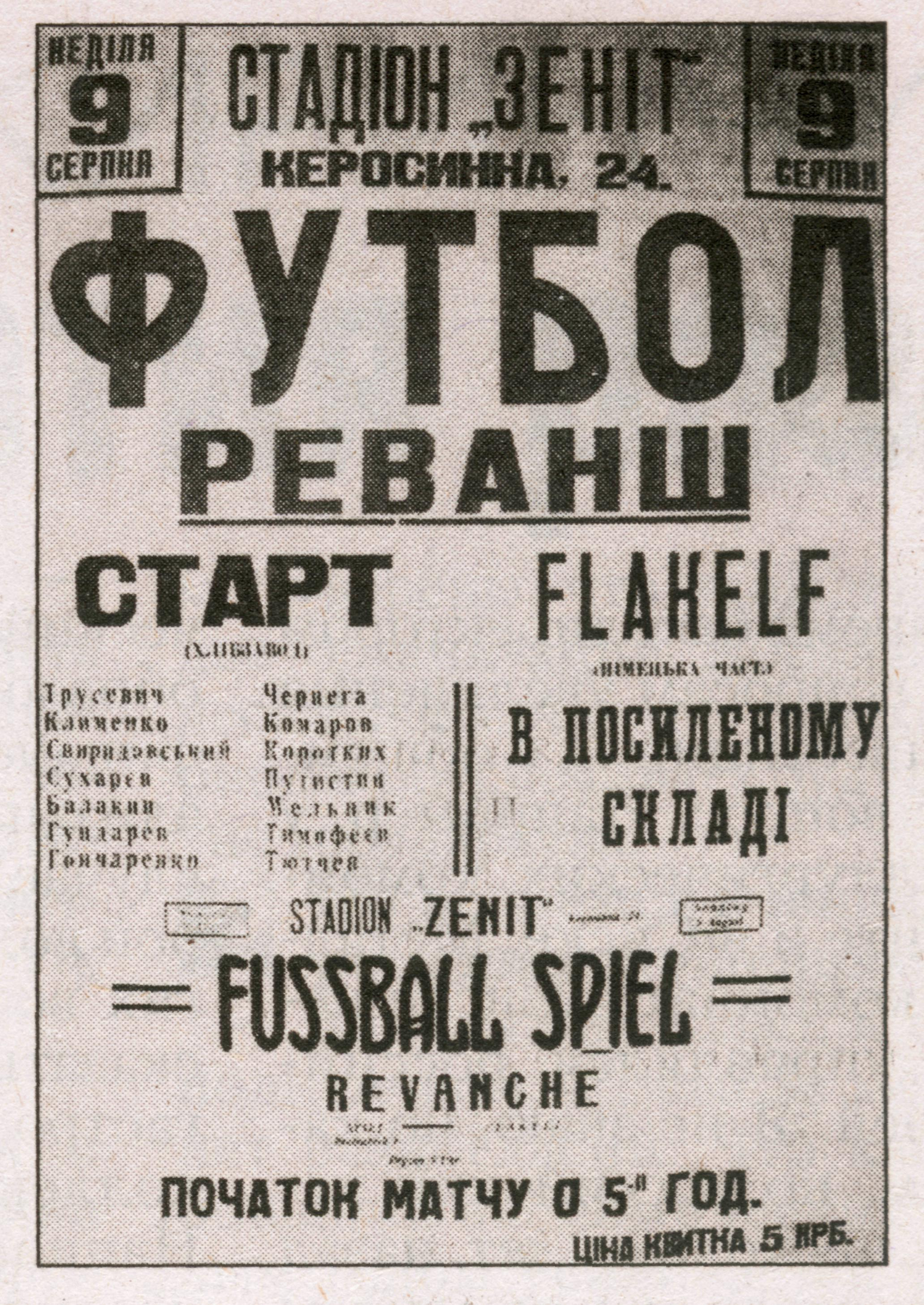
Плакат до другого матчу «Старт»—"Флакельф"

За умов окупаційного режиму, що запанував у Києві, кожен футболіст мусив стати до праці, щоб, передусім, вижити та не бути звинуваченим у саботажі. Коротких працював кухарем у їдальні, Путістін влаштувався туди ж майстром. Василь Сухарєв працював на залізниці. Чернега пішов працювати в охорону Міськуправа, в поліцію пішли Гундарєв, Голімбієвський, Ткаченко та Георгій Тимофєєв. Директор київського хлібозаводу Йозеф Кордик — чех, з військовополонених колишньої австро-угорської армії часів Першої світової війни — опікувався спортом з особистої прихильності. Саме він дав роботу на хлібозаводі № 1 відомим довоєнним українським спортсменам: тут працювали боксери Трофимов, Туровцев, Червінський, гімнасти Ганін, Еме, Шинкаренко, плавці Михайленко, Салопін. Сюди ж він запросив на роботу і футболіста Трусевича, за яким прийшли ще сім динамівців: Свиридовський, Кузьменко, Клименко, Макар Гончаренко, Путистін, Тютчев, Комаров та Володимир Балакін, який до війни грав за «Локомотив».
За ініціативою Кордика з них і була сформована команда. Окрім цих футболістів, згодом за команду хлібозаводу почали грати ще динамівці Мельник, Гундарєв, Коротких, Чернега, Тимофєєв та Сухарєв, який до війни зграв за «Локомотив». Команда виявилася досить досвідченою та віковою. Наймолодшому (Мельнику) було 27 років, а найстаршому (Тютчеву) — 35.
Стали тренуватися на стадіоні «Зеніт», спорудженому у 1930-ті роки по вул. Керосинній, 24. Грали у червоних футболках. Команду назвали «Старт».
Стадіон «Динамо» став називатися Німецьким стадіоном, а Республіканський — Українським. Саме на ньому 7 червня 1942 року відбулося офіційне відкриття футбольного сезону. Грали команда «Старт» хлібозаводу № 1 та команда «Рух». Перемогли колишні досвідчені динамівці з рахунком 7:2. Такими ж переможними були й усі наступні зустрічі, що відбувалися вже на стадіоні «Зеніт»: 21 червня — з командою угорських вояків (6:2), 5 липня — з румунськими вояками (11:0), 17 липня — з німецькою командою залізничників (6:0). Проте 17 липня цю розгромну перемогу газета «Нове українське слово» повністю розкритикувала:
|  | Но выигрыш этот никак нельзя признать как достижение футболистов "Старта". Немецкая команда состоит из отдельных сильных футболистов, но командой в полном понимании этого слова ее назвать нельзя. И в этом нет ничего удивительного, ибо она состоит из футболистов, которые случайно попали в часть, за которую играют. Ощущается и недостаток тренировок, без которых никакая команда не сможет ничего сделать. Команда "Старт", как всем хорошо известно, в своей основе состоит из футболистов бывшей команды мастеров "Динамо", поэтому и требовать от них следует значительно больше, нежели то, что они дали в этом матче. |

Команда «Старт» (у темних футболках) і «Флакельф» (у білих) перед першим матчем 6 серпня 1942 року (справа наліво): Гончаренко, Балакін, Сухарєв, Коротких, Клименко, Комаров, Трусевич, Тимофєєв. Сидять: Ткаченко, Путистін (без майки), Мельник, Чернега

Проте українські футболісти продовжили переможну серію. 19 липня — з угорською командою MSG Wal (5:1). Через тиждень мадяри викликали «Старт» на матч-реванш і знов програли — 2:3. 6 серпня відбувся матч «Старту» з командою німецьких зенітників «Flakelf», і знову перемога — 5:1. 9 серпня відбувся матч-реванш з зенітниками. «Старт» переміг з рахунком 5:3. Саме цей матч став легендарним «Матчем смерті». Про нього написав Лев Кассіль, вперше назвавши його «матчем смерті». Відтоді цей матч став одним з радянських міфів політико-виховного забарвлення. 1957 року з'явилася повість Петра Северова та Наума Хелемського «Останній двобій». Міфотворці замінили команду зенітників на збірну «Люфтваффе» — військово-повітряних сил Німеччини, хоча невідомо, чи існувала така команда взагалі. Потім зняли художній фільм «Третій тайм», дія якого відбувалася чомусь не на Керосинній, а на верхньому тренувальному полі Республіканського стадіону. Усіх живих учасників «матчу смерті» і тих, хто загинув, нагородили бойовим медалями «За отвагу». М.Путистин відмовився від нагороди.
16 серпня «Старт» грав з «Рухом» і переміг з рахунком 8:0. Це була остання гра «Старта». Усього футболістами «Старта» було зіграно з 7 червня по 16 серпня 1942 року 10 матчів, здобуто 10 перемог, забито 56 голів, пропущено — 11!
18 серпня 1942 року футболістів, які працювали на хлібозаводі — Трусевича, Путістіна, Кузьменко, Клименко, Гончаренко, Тютчева, Свиридівського, Балакіна і Комарова заарештували. На футболістів донесли, що команда «Динамо» була у віданні НКВС, а її гравці числилися в штаті НКВС і мали військові звання.
|                              | 16 августа сыграли последнюю игру, сыграли очень удачно. 18 августа около десяти часов утра во время нашей работы — мы грузили муку на склад — нас вызвали к директору... Приходим. Сидит гестаповец, стоит машина… В это время на заводе не было Тютчева и Гончаренко. Тютчев после матча получил повреждение, пошел в больницу, а Гончаренко был в отсутствии… Привезли нас на Короленко, 33 в гестапо, заключили во внутреннюю тюрьму. …При допросе мы узнали, что Гончаренко и Тютчев тоже сидят. …Балакин был освобожден. Он ничего к "Динамо" не имел, а брат его был в "Динамо". Мы были преданы Вячкисом. Нас обвиняли в том, что "Динамо" было организовано НКВД, а раз так, то цель организации понятна. …Из 8 арестованных освобожден только Балакин, который состоял в команде "Локомотив |
| — Зі свідчень Свиридівського | |

|                                 | 18 августа 1942 года я был арестован гестапо по доносу некоего Швецова, который сообщил немцам о том, что я являюсь работником НКВД, по этой же причине вместе со мной были арестованы другие товарищи: Трусевич, Клименко, Кузьменко, Путистин, Комаров, Тютчев, Свиридовский и Балакин. После допроса нас отправили в Сырецкий концлагерь, где мы находились 14 месяцев, с сентября 1942-го по октябрь 1943 года |
| — Зі свідчень Макара Гончаренка | |

За півроку, напередодні 25-х роковин Червоної армії 23 лютого 1943 року, підпільники спалили механічний завод «Спорт», куди німці привезли сто саней для оковування. Згоріли всі основні цехи. За це наступного дня, 24 лютого, у Сирецькому концтаборі відбувся розстріл сорока заручників, до числа яких потрапили і три футболісти «Старта» — Трусевич, Кузьменко і Клименко. За інших обставин загинув у поліції безпеки Коротких, заарештований як кадровий співробітник НКВС.
Дивом вдалося втекти з концтабору Тютчеву, Гончаренко і Свиридівському.
|                              | Первым сделал побег из этого лагеря Тютчев. Бежал с группой грузчиков из четырех человек, бежали с Подола. После этого бежал я и Гончаренко с Мельникова, 48 в числе 16 человек, то есть всей бригадой удрали. В побеге нам помогла полиция. Среди них были спортсмены-футболисты. Они заметили, что мы начинаем сматывать удочки, отвернулись в сторону, как будто бы не видят |
| — Зі свідчень Свиридівського | |

Путістіна в жовтні 1943 року послали на вантажні роботи на завод «Більшовик». З якого йому вдалося втекти і навіть вибратися з Києва. Комарова погнали до Німеччини під час евакуації Сирецького концтабору у вересні 1943 року.
Крім того, не всі футболісти «Динамо», які потрапили до радянської армії повернулись додому. Так, під час оборони Києва в районі Ірпеня загинув лівий крайній Йосип Качкін, не повернулися з фронту Михайло Волін і Борис Афанасьєв.

## Склад
- Микола Трусевич
- Іван Кузьменко
- Олексій Клименко
- Микола Коротких
- Макар Гончаренко
- Павло Комаров
- Михайло Путистін
- Михайло Свиридовський
- Федір Тютчев
- Лев Гундарєв
- Юрій Чернега
- Георгій Тимофєєв
- Володимир Балакін
- Михайло Мельник
- Василь Сухарєв
- Олександр Ткаченко
- Петро Сотник

## Матчі
1. 7 червня «Старт» — «Рух» (українське спортивне товариство) — 7:2
2. 21 червня «Старт» — збірна угорського гарнізону — 6:2
  - Склад «Старту»: Трусевич, Клименко, Сухарєв, Балакін, Путистін, Гончаренко, Чернега, Комаров, Коротких, Кузьменко, Сотник, Ткаченко, Свиридовський.
3. 28 червня «Старт» — збірна артилерійської частини (Німеччина) — 7:1
4. 5 липня «Старт» — «Спорт» (українське спортивне товариство) — 8:2
  - Склад «Старту»: Трусевич, Клименко, Свиридовский, Балакин, Сухарев, Ткаченко, Гончаренко, Чернега, Комаров, Коротких, Путистін, Кузьменко, Сотник, Тютчєв.
  - Склад «Спорту»: Голембіовський, Ткаченко, Купь, Рожков, Пенкін, Пичугін, Портнов, Гундарєв, Дубовик, Южда, Китасов, Стадніс, Ногачевський.
5. 17 липня «Старт» — воїська команда «RSG» (збірна залізничників, Німеччина) — 6:0
  - Склад «Старту»: Трусевич, Клименко, Свиридовський, Сухарєв, Балакін, Ткаченко, Гончаренко, Чернега, Комаров, Коротких, Путистін, Тимофєєв.
6. 19 липня «Старт» — «MSG.Wal.» (Угорщина) — 5:1
  - Склад «Старту»: Трусевич, Клименко, Свиридовський, Сухарєв, Балакін, Ткаченко, Гончаренко, Чернега, Комаров, Коротких, Путистін, Тимофєєв.
7. 26 липня «Старт» — GK SZERO (збірна угорських частин) — 3:2
  - Склад «Старту»: Трусевич, Клименко, Свиридовський, Сухарєв, Балакін, Путистін, Гончаренко, Чернега, Комаров, Коротких, Тимофєєв, Кузьменко.
8. 6 серпня «Старт» — «Flakelf» (збірна зенітчиків, Німеччина) — 5:1
  - Склад «Старту»: Трусевич, Кузьменко, Клименко, Коротких, Гончаренко, Комаров, Путистін, Свиридовський, Тютчев, Чернега, Тимофєєв, Балакін, Мельник, Сухарєв
9. 9 серпня «Старт» — «Flakelf» (збірна зенітчиків, Німеччина) — 5:3
  - Склад «Старту»: Трусевич, Кузьменко, Клименко, Коротких, Гончаренко, Комаров, Путистін, Свиридовський, Тютчев, Гундарєв, Чернега, Тимофєєв, Балакін, Мельник, Сухарєв
10. 16 серпня «Старт» — «Рух» (українське спортивне товариство) — 8:0